# Нова Весь (Картузький повіт)
Нова Весь (пол. Nowa Wieś, нім. Neudorf) — село в Польщі, у гміні Стенжиця Картузького повіту Поморського воєводства.
Населення — 245 осіб (2011).
У 1975-1998 роках село належало до Гданського воєводства.

## Демографія
Демографічна структура станом на 31 березня 2011 року:
|          | Загалом | Допрацездатний вік | Працездатний вік | Постпрацездатний вік |
| -------- | ------- | ------------------ | ---------------- | -------------------- |
| Чоловіки | 126     | 35                 | 82               | 9                    |
| Жінки    | 119     | 32                 | 78               | 9                    |
| Разом    | 245     | 67                 | 160              | 18                   |